# Oberonia kingii
Oberonia kingii är en orkideart som beskrevs av S.Z. Lucksom. Oberonia kingii ingår i släktet Oberonia och familjen orkidéer.
Artens utbredningsområde är Sikkim. Inga underarter finns listade i Catalogue of Life.